# Ornithostaphylos oppositifolia
Ornithostaphylos oppositifolia – gatunek roślin z monotypowego rodzaju Ornithostaphylos należący do rodziny wrzosowatych (Ericaceae). Występuje w Kalifornii oraz północno-zachodnim Meksyku. W Stanach Zjednoczonych gatunek znany jest z występowania w jednym obszarze w rejonie San Diego przy granicy amerykańsko-meksykańskiej. Populacja licząca ok. 100 okazów została poszkodowana podczas budowy płotu na granicy. Gatunek zasiedla chaparral nadmorski na rzędnych sięgających do 800 m n.p.m. Kwitnie od stycznia do kwietnia, owocuje od maja do sierpnia.

## Morfologia

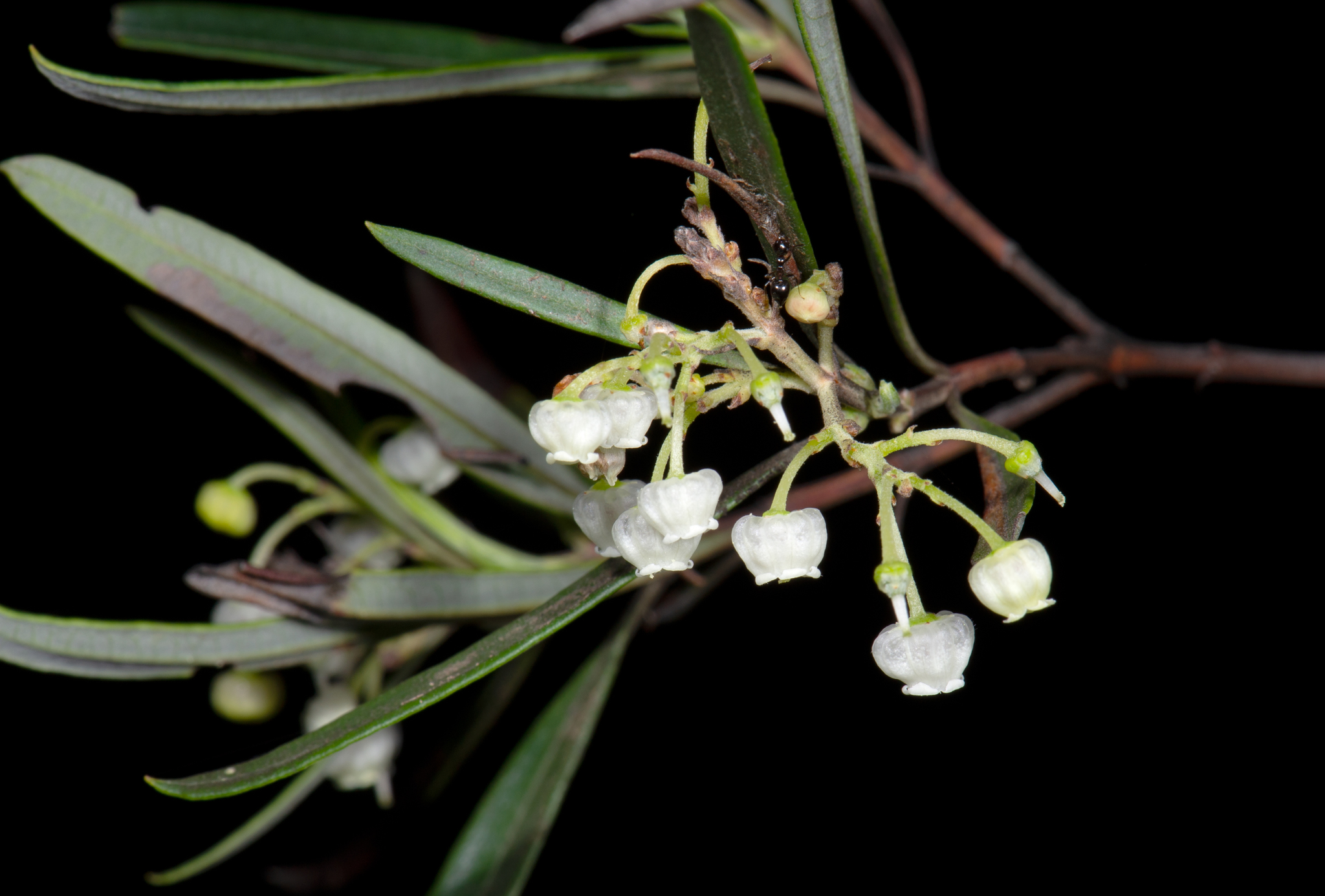
Pęd z kwiatostanem

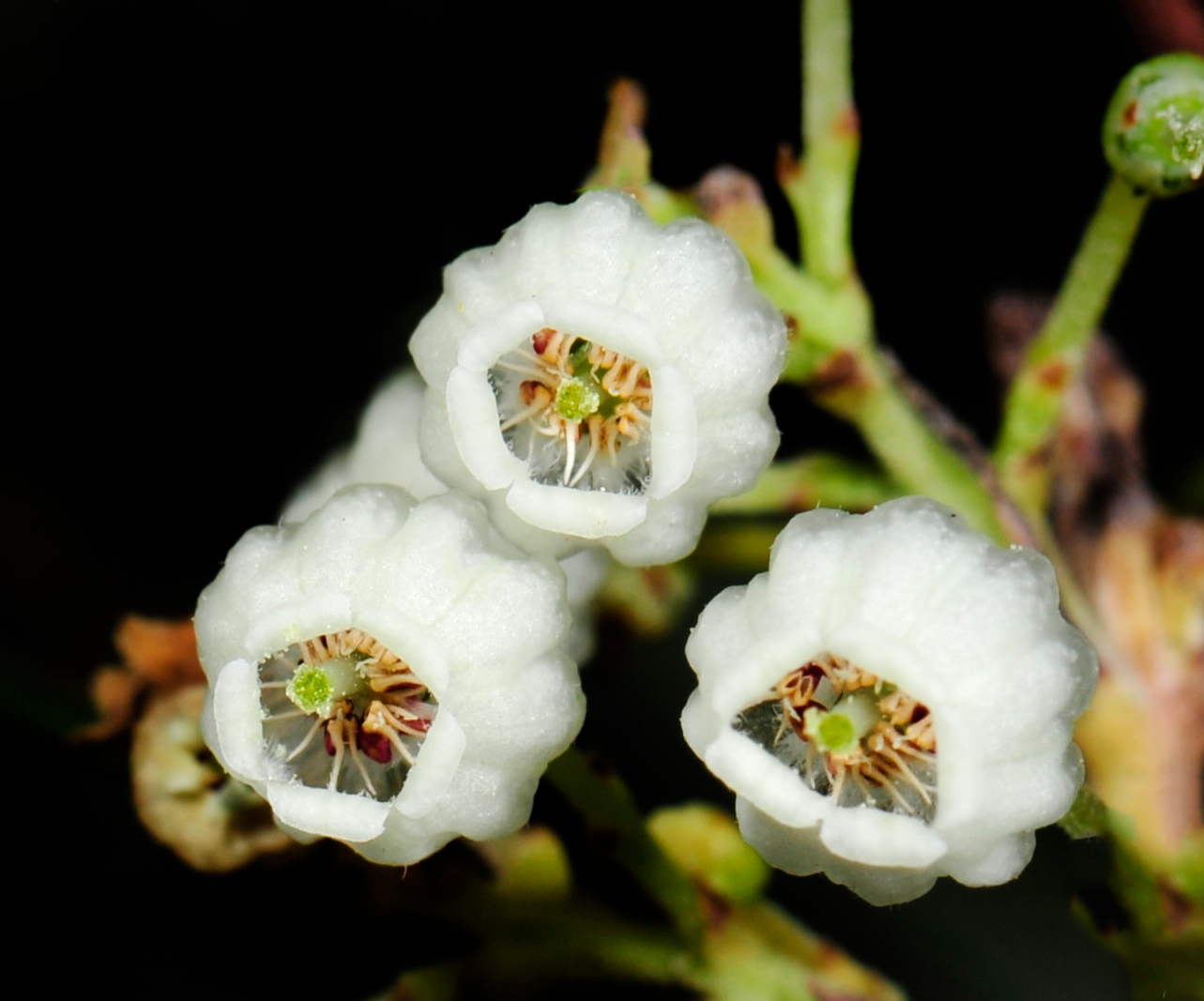
Kwiaty od spodu

PokrójKrzewy osiągające zwykle do 2, rzadko do 5 m wysokości, o pędach prosto wzniesionych, rozgałęzionych, krótko omszonych. Kora za młodu czerwonawofioletowa.
LiścieNajczęściej zebrane w okółki po 3, rzadziej wyrastają parami naprzeciwlegle lub jest ich więcej w okółku (do 5). Liście są ogonkowe, ogonek ma do 6 mm długości. Blaszka jest równowąska do wąskolancetowatej, o długości od 2,5 do 8 cm i szerokości do 0,6 cm, skórzasta, całobrzega, nieco podwinięta na brzegach, na wierzchołku zaostrzona. Od spodu krótko omszona i biaława, z wierzchu naga i zielona.
KwiatyObupłciowe, zebrane po 10–20 w kwiatostany wiechowate. Oś kwiatostanu i długie szypułki kwiatowe są drobno omszone i czasem czerwonawe.  Działki kielicha w liczbie 4, rzadko 5, są trwałe i osiągają 1 mm długości i szerokości. Płatki w liczbie 5, rzadko 4, są zrośnięte na 2/3 do 3/4 długości w urnowatą lub kulistawą koronę, z łatkami na końcach odwiniętymi i tępo zakończonymi. Korona jest biała i osiąga 3–4 mm długości. Pręcików jest 8–10, są schowane w koronie, ich nitki są u nasady rozszerzone, pylniki z pazurkami tak długimi jak woreczki pyłkowe, otwierają się dwoma pęknięciami. Zalążnia jest pięciokomorowa, owłosiona, ze zwykle trwałą szyjką zwieńczoną nieco główkowato rozszerzonym znamieniem.
OwoceKulistawe, suche, nagie, czerwonawe pestkowce zawierające 5 pestek zrośniętych razem, z których każda zawiera po dwa nasiona.

## Systematyka
Pozycja systematyczna
Jeden z sześciu rodzajów z podrodziny Arbutoideae Niedenzu w obrębie rodziny wrzosowatych (Ericaceae) z rzędu wrzosowców (Ericales), czasem wraz z pozostałymi łączony w jeden szeroko ujmowany rodzaj mącznica Arctostaphylos.